# Країна чудес Віллі
«Країна чудес Віллі» (англ. Willy’s Wonderland) — американський комедійний фільм жахів режисера Кевіна Льюїса з Ніколасом Кейджем у головній ролі. Фільм повинен був вийти в кінопрокат 30 жовтня 2020 і бути випущеним компанією Screen Media Films. Але через пандемію COVID-19 фільм вийшов у форматі відео на запит 12 лютого 2021 року.

## Сюжет
Коли у машини спустило колесо на віддаленій дорозі, тихий безхатько опиняється у скрутному становищі у віддаленому містечку Хейсвіл, штат Невада. Механік Джед Лав підбирає незнайомця і буксує його машину в місто, але той не може заплатити за ремонт у 1 тис. доларів, оскільки у нього немає готівки, а зняти гроші з картки не можна через банкомати, які не працюють. Власник колись успішного і нині занедбаного сімейного розважального центру «Країна чудес Віллі» Текс Макаду пропонує йому в обмін на оплату ремонту попрацювати у його закладі прибиральником у нічну зміну. Потім Текс і Джед залишають його замкненим у будівлі. Тим часом через спроби спалити «Країну чудес Віллі» на підлітка Лів Хоторн одягає наручники її опікун та шериф Хейсвілла Елоїза Лунд. Коли вона йде, друзі Лів Кріс Мулі, Кеті Барнс, Аарон Пауерс, Боб Макденієл і Ден Лоррейн приходять і звільняють Лів.
Коли Прибиральник приступає до своїх обов'язків, з'ясовується, що вісім вже висохлих аніматронних талісманів ресторану (Ласка Віллі, Алігатор Арті, Хамелеон Кеммі, Страус Озі, Лицар, Черепаха Тіто, Горила Гас та Сірена Сара) розумні. Оззі нападає на прибиральника, який до смерті забиває його шваброю. Поки її друзі обливають периметр будівлі бензином, Лів вирішує проникнути до «Країни Чудес» через вентиляційні отвори, щоб вивести прибиральника. Тим часом на нього в туалеті нападає Гас; він вбиває його, втоптавши його обличчя в пісуар. У вентиляції Лів переслідує Арті, але вона тікає до кімнати, оформленої в казковому стилі, де Сара нападає на неї. Лів вдається відбитися від неї і зустрічає прибиральника, який ігнорує її попередження про аніматроніки і відмовляється йти.
Зовні друзі Лів піднімаються на дах, що руйнується, і вони падають у будівлю. Поки Прибиральник прибирає кухню, Лів пояснює йому, що «Країна чудес Віллі» спочатку належала сумнозвісному серійному вбивці Джеррі Роберту Віллісу та його семи напарникам, які часто вбивали сім'ї, що нічого не підозрювали, під час шоу «Super Happy Fun Room», що насправді був. пасткою, змиваються над тілами і поїдали їх трупи. Коли влада вийшли на їхній слід, маніяки зробили сатанинський ритуал для переселення своїх душ до аніматроників, перш ніж вчинити самогубство. Декілька аніматроніків нападають на підлітків: Лицар пронизує Аарона своїм мечем, Сара і Тіто пожирають Дена живцем, а Арті забиває Кеті і Боба, які займаються любов'ю. Прибиральник обезголовлює Лицаря і ламає щелепи Арті, вбиваючи їх обох. Переслідуваний Кеммі в аркаді, Кріс кличе на допомогу Лунд; вона вирушає до центру із заступником шерифа Еваном Олсоном з метою врятувати Лів. Дорогою Лунд розповідає Евану, що після закриття «Країни чудес Віллі» аніматроніки продовжували вбивати людей у Хейсвіллі, поки вона, Текс і Джед не уклали з ними угоду: протягом багатьох років вони обманом змушували випадкових мандрівників прибирати будівлю, в обмін на що аніматроніки не займатимуться серійними вбивствами. Батьки Лів були серед жертв, їй самій дивом вдалося вижити, і винна у тому, що трапилося, Лунд вдочерила її.
Коли Прибиральник та Лів прибувають до зали гральних автоматів, Кеммі ламає Крісу шию і вбиває його. Вони послаблюють Кеммі і намагаються піти, перш ніж Лунд та Еван зупиняють їх. Лунд вдягає наручники на прибиральника і залишає його вмирати, поки Еван забирає Лів. Під час їзди Еван піддається нападу з боку Тіто, що проник у машину, коли Лів поранить монстра і тікає. Повернувшись до ресторану, Прибиральник знищує Сару та відкручує Кеммі голову. В люті Лунд намагається заманити Віллі, щоб убити Прибиральника, але аніматронік розриває її навпіл. Віллі та Прибиральник борються один з одним, поки людина не відриває голову аніматроніку.
Наступного ранку Текс і Джед повертаються до будівлі і виявляють, що вона чиста і зачищена від аніматроніків. Прибиральник отримує відремонтований автомобіль та запрошує Лів супроводжувати його. Поки Текс і Джед обговорюють плани щодо відкриття «Країни чудес Віллі», раптово з'являється Сара і підпалює їхню машину бензином. Усі троє загинули внаслідок потужного вибуху, який також зруйнував весь ресторан. Коли сходить сонце, Прибиральник і Лів виїжджають з Хейсвілла, по дорозі натикаючись на бродячого Тіто і вбиваючи його, тим самим покінчивши з одержимими аніматорами.

## У ролях
- Ніколас Кейдж — Прибиральник
- Емілі Тоста — Лів Хоторн
- Бет Грант — шериф Елоїза Лунд
- Девід Шефталл — Еван Олсон
- Кай Кадлець — Кріс Мьюлі.
- Кейлі Каун — Кеті Барнс
- Терейл Хілл — Боб МакДеніел
- Крістіан Дельгроссо — Аарон Пауерс
- Джонатан Мерседес — Ден Лоррейн
- Рік Райц — Текс Макаду
- Кріс Уорнер — Джед Лав
- Грант Крамер — Джері Роберт Вілліс
- Кріс Паділла — Джим Хоторн
- Ольга Крамер — Джуді Хоторн
- Юрій Станек — Віллі Візел
- Тейлор Тауери — Кеммі Хамелеон
- Крістофер Бредлі — Арті Алігатор
- Кріс Шмідт — Тіто Черепаха
- Джессіка Грейвз — Сірена Сара
- Дьюк Джексон — Лицар
- Остін Перес — Гасс Горила
- Бі Джей Гайєр — Оззі Страус
- Émoi — голос Віллі Візела
- Марк Гальярді — голос Гасса Горили
- Абель Аріос — голос Тіто Черепахи
- Медісон Лі — голос Кеммі Хамелеон

## Створення
Про фільм вперше було оголошено у жовтні 2019 року компанією Screen Media Films після того, як сценарист та продюсер Дж. О. Парсонсу порадили створити фільм, щоб розширити свою кар'єру, але він був незадоволений через його першу спробу 1-хвилинного короткометражного фільму під назвою Wally's Wonderland. Парсонс помістив сценарій в "Чернетка «прагнучі зробити його повноцінним фільмом. Незабаром після цього Deadline Hollywood підтвердив, що Ніколас Кейдж приєднався до акторського складу після того, як сценарій, що став популярним на сайті, привернув його увагу. Кейдж також погодився спродюсувати фільм разом з продюсерами Джеремі Девісом і досвідченим актором, який став продюсером Грантом Крамером, у співпраці з Майком Найлоном. Кевін Льюїс був найнятий як режисера, тоді як актори, у тому числі Емілі Тоста, Бет Грант і Рік Рейц, приєдналися в лютому 2020.
Після анонсу фільм отримав невеликий культ, багато хто порівнював його із серією відеоігор Five Nights at Freddy's, хоча Парсонс і Льюїс заперечують будь-яку подібність. Користувальницький автомат для гри в пінбол, показаний у фільмі, був заснований на столі Готтліба 1982 Devil's Dare. Деякі зміни були також внесені під час виробництва, назва була змінена з „Wally's Wonderland“ на „Willy's Wonderland“ через юридичні проблеми, в той час, як оригінальні аніматронні персонажі пес Дуглас Дог, Полі Пінгвін, Ведмідь, Пірат Піт та Реджина Кролик були замінені на Арті Алігатора, Тіто Черепаху, Гасса Горіллу, Лицаря та Кеммі Хамелеона.
Основні зйомки почалися в лютому 2020 року протягом місяця в різних частинах Атланти, штат Джорджія. Команда використовувала для зйомок занедбаний боулінг у торговому центрі Sprayberry Crossing в Іст-Коббі, Марієтта, для створення вигаданого сімейного розважального центру Willy's Wonderland, обладнавши величезний базовий табір з житловими приміщеннями. Спеціальні ефекти для фільму були створені художником постановником Моллі Коффі, чий досвід у дизайні та виготовленні ляльок допоміг створити візуальний рух та зовнішній вигляд восьми аніматронних персонажів.

## Випуск
Спочатку прем'єру фільму було заплановано на 30 жовтня 2020 року, але у зв'язку з пандемією COVID-19 перенесено на невизначений період. 15 січня 2021 стало відомо, що картина буде доступна з 12 лютого через систему Video on Demand.

## Критика
На агрегаторі Rotten Tomatoes фільм має рейтинг схвалення 64 % на основі 61 рецензії, середня оцінка становить 5,9/10. Консенсус кінокритиків сервісу говорить: „Країна чудес Віллі“ виявилася не такою цікавою, як багато хто чекав, але перемога Ніколаса Кейджа над аніматорами приємно дивує». На Metacritic фільм отримав «змішані відгуки» із середньою оцінкою 42 бали зі 100 на основі 12 критичних статей.
Кінокритик Variety Оуен Ґлейберман дав фільму позитивний огляд. Він вважав його зухвало нестандартним і до певної міри досить хитрим фільмом жахів у стилі гранж, трилером, який знає, наскільки він безглуздий. З об'єктів натхнення творців він виділив фільми «Лепрекон», «Дві тисячі маніяків» та «Смертельна забава».
Оглядач RogerEbert.com Браян Таллеріко поставив фільму 1 зірку з 5 можливих. На його думку, «Країна чудес Віллі» схожа на фільм, задуманий під час пиятики. Також він відзначив тональність сіквелів франшиз «П'ятниці, 13-те» та «Кошмару на вулиці В'язів» та розкритикував слабкі елементи екшну, хорору та сценарій.

## Можливийсиквел
У інтерв'ю Дж. О. Парсонс заявив, що він має ідею для продовження, якщо фільм отримає достатню підтримку. У лютому 2021 було заявлено, що сиквел активно обговорюється.